# Mary Anne MacLeod Trump
Mary Anne Trump (skotsk gaeliska: Màiri Anna Nic Leòid), född MacLeod den 10 maj 1912 i Tong på Lewis i Yttre Hebriderna i Skottland, död 7 augusti 2000 i New Hyde Park, New York, var mor till Donald Trump, USA:s 45:e president, och hustru till fastighetsutvecklaren Fred Trump. Hon uppfostrade fem barn med sin man och engagerade sig i filantropiska aktiviteter i New York.

## Biografi
Mary Anne McLeod föddes i Tong i de Yttre Hebriderna som yngsta dotter av sammanlagt tio barn till Malcolm MacLeod (1866–1954) och Mary MacLeod (ogift Smith, 1867–1963). Området där hon växte upp har av lokala historiker och släktforskare beskrivits som "obeskrivligt snuskigt" och karakteriserats som "mänsklig eländighet". Mary Anne McLeod hade skotsk gaeliska som modersmål och engelska som andra språk.
Hon invandrade till USA 1930 tillsammans med sin äldre syster och blev så småningom amerikansk medborgare 1942. Första tiden i New York arbetade hon som hembiträde. Hon gifte sig med Fred Trump i januari 1936 i Madison Avenue Presbyterian Church i New York. De fick sammanlagt fem barn: Maryanne (född 1937), Fred Jr (1938–1981), Elizabeth (född 1942), Donald (född 1946) och Robert (1948–2020). 
Hon led sina sista år av svår benskörhet. Hon avled den 7 augusti 2000 på Long Island Jewish Medical Center i New Hyde Park vid 88 års ålder.